# Auteuil (Oise)
Auteuil é uma comuna francesa na região administrativa de Altos da França, no departamento de Oise. Estende-se por uma área de 11,92 km². Em 2010 a comuna tinha 553 habitantes (densidade: 46,4 hab./km²).